# NGC 7540/1
NGC 7540/1 је елиптична галаксија у сазвежђу Пегаз која се налази на NGC листи објеката дубоког неба.
Деклинација објекта је + 15° 57' 1" а ректасцензија 23h 14m 36,1s. Привидна величина (магнитуда) објекта NGC 7540 износи 14,7 а фотографска магнитуда 15,7. NGC 75401 је још познат и под ознакама CGCG 454-10, PGC 70788.